# یوزف آبرهام
یوزف آبرهام (چکی: Josef Abrhám؛ زادهٔ ۱۴ دسامبر ۱۹۳۹ – ۱۶ مهٔ ۲۰۲۲) بازیگر اهل جمهوری چک بود.
از فیلم‌ها یا برنامه‌های تلویزیونی که وی در آن نقش داشته است، می‌توان به بیگ بیت، گوی آذرخش، فریاد و کافکا اشاره کرد.